# Katri Vala
Katri Vala, egentligen Karin Alice Heikel, född Wadenström 11 september 1901 i Muonio, Finland, död 28 maj 1944 på Hässleby sanatorium i Mariannelund, Sverige, var en finländsk poet.

## Biografi
Vala avlade folkskollärarinneexamen 1922 och arbetade som lärarinna 1922–1929.
Hennes dikter i modernistisk stil vittnar om dyrkan av det exotiska, om färgrik bildfantasi och djup känslighet för olika stämningar, men ger också uttryck åt socialt sett radikala idéer.
Katri Vala tillhörde den radikala och modernistiska poetgruppen Tulenkantajat (Eldbärarna). Hon var en av gruppens centrala gestalter. Under 1930-talet var Vala en viktig samhällsröst i Finland. Hennes diktsamling Paluu (1934) blev till och med kritiserad för att vara alltför samhällsfokuserad.
Döden fick en allt större närvaro i Valas diktning fram emot slutet av hennes liv, då hon drabbades av långvarig tuberkulos. Hon sökte förgäves bot för sjukdomen och den avbröt hennes författarbana i förtid. Särskilt efter sin död har hon erkänts som ett av de stora namnen inom den finska lyriken och hyllats framför allt som språkrör för den sociala radikalismen i Finland. Hon har kallats för att vara en finskspråkig Edith Södergran.

### Övriga verk översatta till svenska
- Vår sång: Lyriskt urval, svensk tolkning av Elmer Diktonius (med flera), Bonnier, 1943
- "Lycka", översättning av Ragna Ljungdell, publicerad i Fyra kärlekssånger (musiktryck) av Lennart Hedwall, Nordiska musikförlaget, 1955
- "De landsförvista", översättning av Ragna Ljungdell, publicerad i Flykten valde oss : dikter om att fly från sitt land : en antologi (redaktörer: Siv Widerberg och Viveka Heyman), En bok för alla, 1999, ISBN 9172210788

### Övriga verk översatta till andra språk
- Sinine rohtaed, i översättning av Debora Vaarandi, Eesti raamat, 1974 (estniska)
- Illat / Die Abende (musiktryck för sång och piano) av Joonas Kokkonen med texter Katri Vala, översättning till tyska av Heinrich Bremer, Fazer, cop. 1977 (finska)(tyska)
- Kolme laulua (musiktryck, tre låtar för röst och piano), musik av Eero Nallinmaa, översättning av Alain Fabre (även text av Aaro Hellaakoski), Eero Nallinmaa, 1984, ISBN 9519156089 (finska)(franska)

### Som översättare till finska
- Kuninkaan ruusut (originaltitel Kungens rosor) av Moa Martinson,  Tammi, 1943

## Biografier över Katri Vala

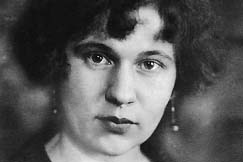
Katri Vala.

- Katri Vala, tulipatsas (minnespublikation, redigerad av Olavi Paavolainen och Elmer Diktonius), WSOY, 1946 (finska)
- Katri Vala : aikansa kapinallinen av Kerttu Saarenheimo, WSOY, 1984, ISBN 9510121819 (finska)
- Runokirje : kertomus nuoresta Katri Valasta av Raili Mikkanen, Tammi, 2005, ISBN 951-31-3433-4 (finska)